# گورکسهایمرتال
گورکسهایمرتال (به آلمانی: Gorxheimertal) یک شهر در آلمان است که در برگ‌شتراسه واقع شده‌است. گورکسهایمرتال ۴٬۰۸۸ نفر جمعیت دارد.